# Zaharouna Haoudadji
Zaharouna Haoudadji, née le 3 juin 2000 à Mamoudzou, est une footballeuse internationale comorienne évoluant au poste d'attaquant.

## Biographie
Née à Mayotte, elle arrive en Loir-et-Cher à l'âge d'un an.

### Carrière en club
Zaharouna Haoudadji évolue avec les garçons à l'US Vendôme jusqu'à ses quinze ans. Elle joue ensuite au FC Metz en moins de 19 ans ainsi qu'à l'AS Nancy-Lorraine, puis au RC Saint-Denis en deuxième division avant de retourner à son club formateur, l'US Vendôme en 2019, qui évolue en Régionale 1.
En avril 2021, elle rejoint le club suédois du Stallarholmens SK.
Elle évolue à l'AJ Auxerre lors de la saison 2022-2023 avant de rejoindre en août 2023 Le Puy Foot 43 Auvergne.

### Carrière en sélection
Elle compte trois sélections avec l'équipe des Comores, toutes obtenues lors du Championnat féminin du COSAFA 2020, en Afrique du Sud ; elle marque le but égalisateur contre l'Angola, permettant à sa sélection d'obtenir le premier point de son histoire dans cette compétition,.